# Renzo Rinaldo Bossi
Renzo Rinaldo Bossi   (Como, 9 d'abril de 1883 - Milà, 2 d'abril de 1965) va ser un compositor italià.
Fill del compositor i organista Marco Enrico Bossi, va estudiar al Conservatori de Leipzig, també direcció amb Arthur Nikisch. El 1913 va ser nomenat professor de composició al Conservatori "Arrigo Boito" de Parma i el 1916 va obtenir una plaça similar al Conservatori "Giuseppe Verdi" de Milà, on va tenir, entre altres estudiants, Laszló Spezzaferri, Alberto Soresina, C. Vidusso, Bruno Bettinelli i Gino Marinuzzi.
També va compondre nombroses cançons de cambra, entre elles un quintet per a instruments de corda i tres cançons per a violoncel amb acompanyament orquestral. Per al teatre va produir les òperes L'usignolo, Passa la ronda, La notte del Mille i Volpino el Calderaio, que va guanyar el concurs nacional d'òpera l'any 1942. Va publicar un gran nombre de cançons i música per a piano.

## Obra
- op. 15 Concerto per violino[1]
- op. 16 Laude in quattro tempi concatenati (Klaviertrio)
- op. 20 "Ronde Vorbei!" / Passa la ronda (Òpera) (Milà, Març 3, 1919)[2]
- op. 21 Bianco e Nero (obra orquestral)
- op. 23b Otto Canzoni (obra orquestral)
- op. 23 bis Canzone arcaica (Duo)
- op. 28 Streichquartett A-Dur
- op. 28b Dittico (obra orquestrale)
- op. 42 Tre pezzi [Drei Stücke] (Duo)
- Volpino il calderaio (Milà, Nov. 13, 1925)[2]
- La rosa rossa (Parma, Gener. 9, 1940). ballet.[2]
- II trillo del diavolo (1948)[2]